# Czóbel Béla
Czóbel Béla (Budapest, 1883. szeptember 4. – Budapest, 1976. január 30.) Kossuth-díjas magyar avantgárd festő. Első felesége Isolde Daig német–holland származású festő, akitől született Lisa, világhírű balett-táncos leánya. Második felesége Modok Mária festőművész. Unokahúga Czóbel Anna operatőr, testvéröccse pedig Czóbel Ernő irodalomtörténész, politikus.

## Élete
Budapesten született Zobel József (1849–1899) terménykereskedő és König Sarolta (1858–1939) gyermekeként. 1902–1906 között Nagybányán Iványi-Grünwald Béla tanítványa volt. 1902-ben és 1903-ban a Müncheni Képzőművészeti Akadémia hallgatója volt, majd Párizsban a Julian Akadémián tanult. 1905-ben állított ki először az Őszi Szalonon (Salon d’automne), 1906-tól a francia Vadakkal együtt szerepelt ugyanott és a Függetlenek Szalonjában (Salon des Indépendants). 1908 márciusában önálló kiállítása nyílt a Berthe Weill Galériában. Barátai közé tartozott Dunoyer de Segonzac, Georges Braque és Amedeo Modigliani. A magyar Vadak jellegzetes képviselőjeként alapító tagja lett a Nyolcak csoportjának, bár csak az első tárlatukra küldött képet – jóllehet névleg mindvégig vállalta a csoporthoz tartozást. 1911-ben a The New York Timesban megjelent egy újságcikk, amelyben a festőről fényképet publikáltak.
Az első világháború idején (1914–1918) a deportálás elől menekülnie kellett Franciaországból, és a hollandiai Bergenben telepedett le. 1919-től 1925-ig Berlinben élt, ahol a Brücke csoporthoz kapcsolódott, majd a Freie Sezession tagja lett. 1925-ben gyűjteményes kiállítása volt a német fővárosban, de még ugyanabban az évben visszaköltözött Franciaországba. 1927-ben New Yorkban sikeres kiállítása volt a Brummer Galleryben. 1931-től mind gyakrabban járt haza, a nyarakat rendszeresen a hatvani kastélyban töltötte Hatvany Ferenc festőművész meghívására. 1933-ban elnyerte a Szinyei Merse Pál Társaság nagydíját. 1940-ben tért vissza véglegesen Magyarországra, és Szentendrén telepedett le. A második világháború után is rendszeresen állított ki külföldön, elsősorban Párizsban, a Galerie Zakban, ahol 1956-ban a képeiből önálló kiállítást rendeztek, amire Pablo Picasso levélben üdvözölte a festőt. Még életében, 1975-ben nyílt meg Szentendrén a nevét viselő múzeum.
Szentendrén szobrot állítottak neki, és műveit állandó kiállításon mutatják be a Czóbel Béla Múzeumban. Festményei megtalálhatók egyebek mellett a párizsi Pompidou központban, a Magyar Nemzeti Galériában, hazai és külföldi magángyűjteményekben. Székesfehérvárott, a Deák Gyűjteményben húsznál több képét őrzik.
A rendszerváltáshoz közeledve és azt követően gyakran szerepeltek művei nyilvánosan, legutóbb A Nyolcak kiállításán a Szépművészeti Múzeumban (2011). Képeit a Nyolcak többi tagjaiéival együtt állították ki (Berény Róbert, Czigány Dezső, Kernstok Károly, Márffy Ödön, Orbán Dezső, Pór Bertalan, Tihanyi Lajos).

## Művészetére jellemző
A kezdeti, nagybányai naturalizmust követően, Czóbel igen gyorsan – lényegében a mozgalom születésével egyidőben – kötődött a fauvizmushoz, az akkori legmodernebb párizsi irányzathoz. Így egyike volt a Magyar Vadak első képviselőinek is. Párizsban a „legvadabb” fauves-ok közt emlegették. A fauvizmus névadójától, Louis Vauxcelles művészetkritikustól a „fauve inculte” (faragatlan fauve) jelzőt kapta, Gertrude Stein amerikai műgyűjtő a „heves” Henri Matisse-nál is „hevesebbnek” találta aktképét, és az amerikai Gelett Burgesst pedig, aki 1908–1909-ben interjúkat készített a fauves-okkal és kubistákkal Párizsban, kifejezetten sokkolta Czóbel vásznainak brutalitása.
A későbbiek folyamán Czóbel festészete a német expresszionizmushoz közeledett, elsősorban a bergeni, majd a berlini évek alatt. Ekkorra művészete veszített színességéből, a sűrű fekete illetve sötétkék kontúrok uralják képeit. Egyéni, újra kiszínesedő, leginkább a Párizsi iskolához sorolható stílusát az 1920-as évek második felére, újabb párizsi tartózkodása folyamán alakította ki. A szentendrei évek alatt tovább oldódott festészete, a mindvégig megtartott kontúrozást színes, „vattás” festékfoltokkal fedte el.
Témaválasztása nagyon gazdag és egyben hagyományos, önarcképeket, arcképeket, aktokat, tájképeket, városrészeket, enteriőröket, csendéleteket festett, szemlélete 20. századi, stílusa modern (posztimpresszionizmus, fauves, német expresszionizmus, kubizmus, Párizsi iskola) az euroatlanti kultúra élvonalába emeli. Festményeinek már életében nagy sikerük volt Nyugat-Európában és az Amerikai Egyesült Államokban, így került számos műve külföldi magángyűjteményekbe.

## Művei (válogatás)[16]

### Festmények

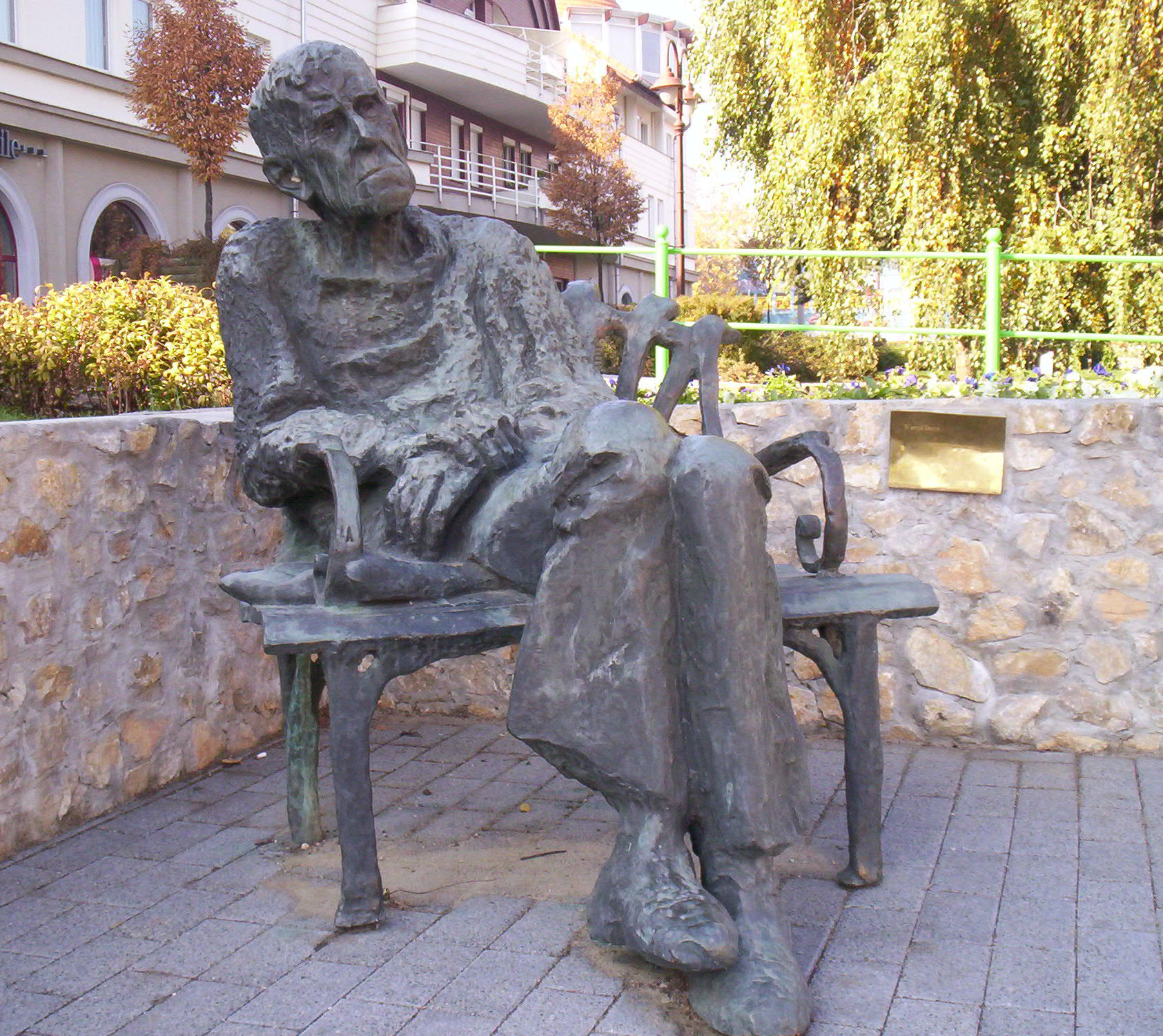
Czóbel Béla szobra Siófokon
Varga Imre alkotása
(2005)

- Önarckép palettával (1902, olaj, vászon, 76 x 66 cm; Ferenczy Múzeum, Szentendre)
- Leány virágos ablak előtt (1904, olaj, vászon, 105 x 87 cm; Ferenczy Múzeum)
- Ülő paraszt (1904, olaj, vászon, 100 x 87 cm; Magyar Nemzeti Galéria, Budapest)
- Festők a szabadban (1906, olaj, vászon, 13 x 18 cm; Musée National d'Art Moderne, Párizs)
- Nyergesújfalui udvar (c. 1906, olaj, vászon, 72 x 80 cm; Janus Pannonius Múzeum, Pécs
- Ülő férfi (1906, olaj, vászon, 170 x 80 cm; MNG)
- Labdát tartó fiú (1916, olaj, vászon, 80 x 60 cm; Ferenczy Múzeum)
- A bergeni lelkész (1918, olaj, vászon, 147 x 78 cm; magántulajdonban)
- Berlini utca (1920, olaj, vászon, 81 x 97 cm; magántulajdonban Chicagóban)
- Meyer úr arcképe (1921, olaj, vászon, 140 x 82 cm; Ferenczy Múzeum)
- Falu vége (1922, olaj, vászon, 89 x 96 cm; magántulajdonban)
- Fekvő nő (c. 1922, olaj, vászon, 74 x 88 cm; MNG)
- Műteremben (1922, olaj, vászon, 93,5 x 74 cm; MNG)
- Párizsi Szajna-part (1925, olaj, vászon, 65 x 80,5 cm; magántulajdonban)
- Mouffetard utca (1925, olaj, vászon, 73 x 60 cm; Ferenczy Múzeum)
- Grosrouvre-i táj (1925, olaj, vászon 65 x 81 cm magántulajdon)
- Párizsi enteriőr (1926, olaj, fa, 100 x 81 cm; magántulajdonban)
- Álarc és mandolin (1928, olaj, vászon, 92 x 73 cm; magántulajdon)
- Tengerparti táj bárkákkal (1930, olaj, vászon, 81 x 65 cm; Ferenczy Múzeum)
- Múzsa : aktkép (1930, olaj, vászon, 80 x 65 cm; Ferenczy Múzeum)
- Piros kendős lány (1934 olaj, vászon, 72,5 x 54,5 cm; magántulajdonban)
- Tájkép (1935 k, olaj, vászon, 64 x 82 cm; MNG)
- Madonna (1937, olaj, vászon, 52 x 43 cm; magántulajdonban)
- Hatvani utcarészlet (c. 1937, olaj, vászon, 63 x 53 cm; Ferenczy Múzeum)
- Szentendrei részlet (1940-es évek, olaj, vászon, 60 x 62,5 cm; Ferenczy Múzeum)
- Narancsos csendélet (év nélkül, olaj, vászon, 60,5 x 72 cm; magántulajdonban)
- Sárga csendélet (1960, olaj, vászon, 73 x 60 cm; Czóbel Béla Múzeum, Szentendre)
- Szentendrei Vénusz (1968, olaj, vászon, 83 x 110 cm; Ferenczy Múzeum)

### Rajzok, akvarellek

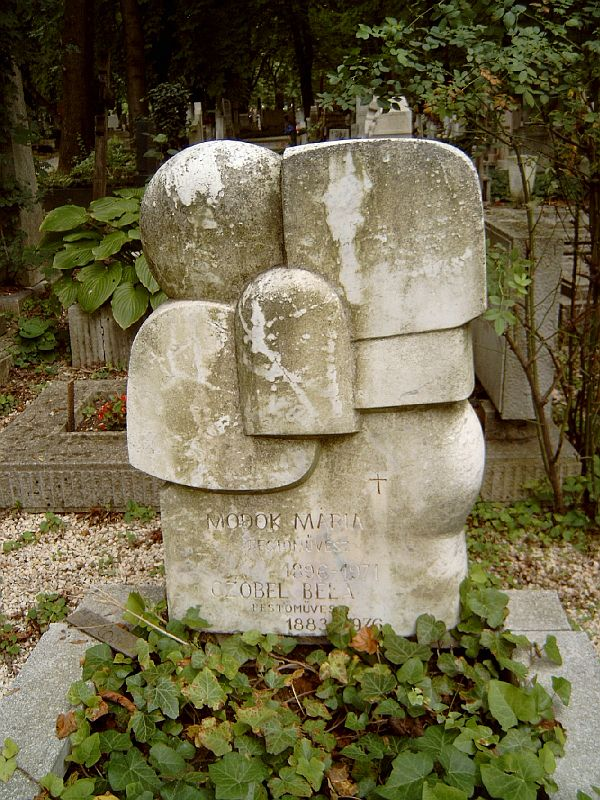
Sírja a Farkasréti temetőben (1/4-1-39/40). Farkas Aladár alkotása

- Pásztorfiú (év nélkül, tus, papír, 260 x 345 mm; Ferenczy Múzeum)
- Álló akt (1906, szén, papír, 31 x 24 cm; MNG)
- Fiú (1917, Akvarell, papír, 1100 x 730 mm; Ferenczy Múzeum)
- Fiatal lány félaktja (év nélkül, szén, 63 x 48 cm; International Galleries, Chicago)
- Ülő modell (c. 1928; szén, 49,5 x 32,5 cm; magántulajdonban)

## Díjak, elismerések
- Munka Érdemrend arany fokozata (1968)
- Kossuth-díj (1948)
- Érdemes művész (1958)
- Kiváló művész (1963)